# 小馬爾京卡
48°31′53″N 23°4′32″E / 48.53139°N 23.07556°E
小馬爾京卡（烏克蘭語：Мала Мартинка），是烏克蘭西部的村莊，隸屬外喀爾巴阡州的穆卡切沃區。該村始建於1600年，面積0.97平方公里，海拔高度258米，2001年人口897，人口密度每平方公里928.57人。